# 奚念朱
奚念朱（1927年—），男，浙江平湖人，中国药剂学家，曾任上海医科大学教授、博士生导师，药典委员会委员，中国药学会理事。